# 小啄木
小啄木（學名：Yungipicus canicapillus kaleensis）为啄木鳥科姬啄木屬下的一個亞種，為台灣特有亞種。
體長14-16cm，頭頂灰黑色，臉頰白色，有一過眼之灰黑色橫紋。背部及兩翼為黑色帶白色橫斑，腹部白色帶棕或黑色縱紋。
常於中低海拔的闊葉林中，單獨或成對出現。覓食時以螺旋狀攀爬樹幹，以樹皮間昆蟲其他小型無脊椎動物為食，亦攝食少量果實。飛行軌跡呈大波浪狀，叫聲為尾音上揚之單音"kee"。
繁殖時在樹幹上鑿洞築巢，鑿擊樹幹時，聲音非常響亮。